# Ruine Freudenau
Die Burgruine Freudenau liegt in Untersiggenthal, im Schweizer Kanton Aargau.

## Lage
Die Ruine der einstigen Niederungsburg liegt am rechtsseitigen Aareufer der Gemeinde Untersiggenthal. Sie ist frei zugänglich und auf Wanderwegen leicht erreichbar. Vom Parkplatz östlich der Stilli-Brücke ist die Ruine in fünf Gehminuten erreichbar.

## Anlage
Von der Burganlage erhalten geblieben sind die Mauerreste eines umringten Wohnturms. Neben dem schräg stehenden Turm, der 1853 teilweise gesprengt wurde, sind noch Reste von Wohn- und Ökonomiebauten sowie der Umfassungsmauer zu sehen.

## Geschichte
Unterhalb der der Mündung der Limmat bestand im Mittelalter ein Weiler mit dem Namen Roost, wo eine Fähre die alten Landstrassen beiderseits der Aare miteinander verband. Eine Hofgruppe erstreckte sich bis zu der Burg Freudenau gegenüber von Stilli. Unter dem Schutze der Burg ließen die Habsburger um 1240 eine Brücke über die Aare bauen. Sie lage verkehrsgünstig, weil hier, kurz nach dem Zusammenfluss von Limmat, Reuss und Aare der Flussübergang mit nur einer Brücke möglich war. Auch die uralten Wasserwege von Bern, Luzern und Zürich nach Basel führten an der Freudenau vorbei. Die vielen Kellerräume der Burg lassen vermuten, dass hier ein Umladeplatz vom Fluss- zum Landverkehr war.
Schon nach 1300 begann der Niedergang der Freudenau, da die Brücke durch eine Fähre etwas weiter flussaufwärts ersetzt wurde.
Ein Grossteil der Anlage wurde am 25. Dezember 1351, einen Tag vor der Schlacht bei Dättwil, bei einem Kriegszug der Zürcher zerstört. Weitere Teile fielen kurz nach 1400 einem Grossbrand zum Opfer; die restlichen Gebäude wurden verlassen und verfielen im Laufe der Jahrhunderte. 1415 eroberten die Eidgenossen weite Teile des Aargaus von den Habsburgern, das fortan im Westen von Bern aus und im Osten durch die acht alten Orte beherrscht wurde. Das Gebiet nördlich von Brugg gehörte zur Herrschaft Schenkenberg, wo ab 1430 die Ritter von Aarburg und ab 1451 Marquard und Hans von Baldegg regierten. Letztere galten als zu habsburgfreundlich, sodass die Berner 1460 auch die Herrschaft Schenkenberg besetzten. Den Habsburgern blieb nur das Fricktal jenseits des Jura, in dem die Habsburger noch bis 1797 herrschten.

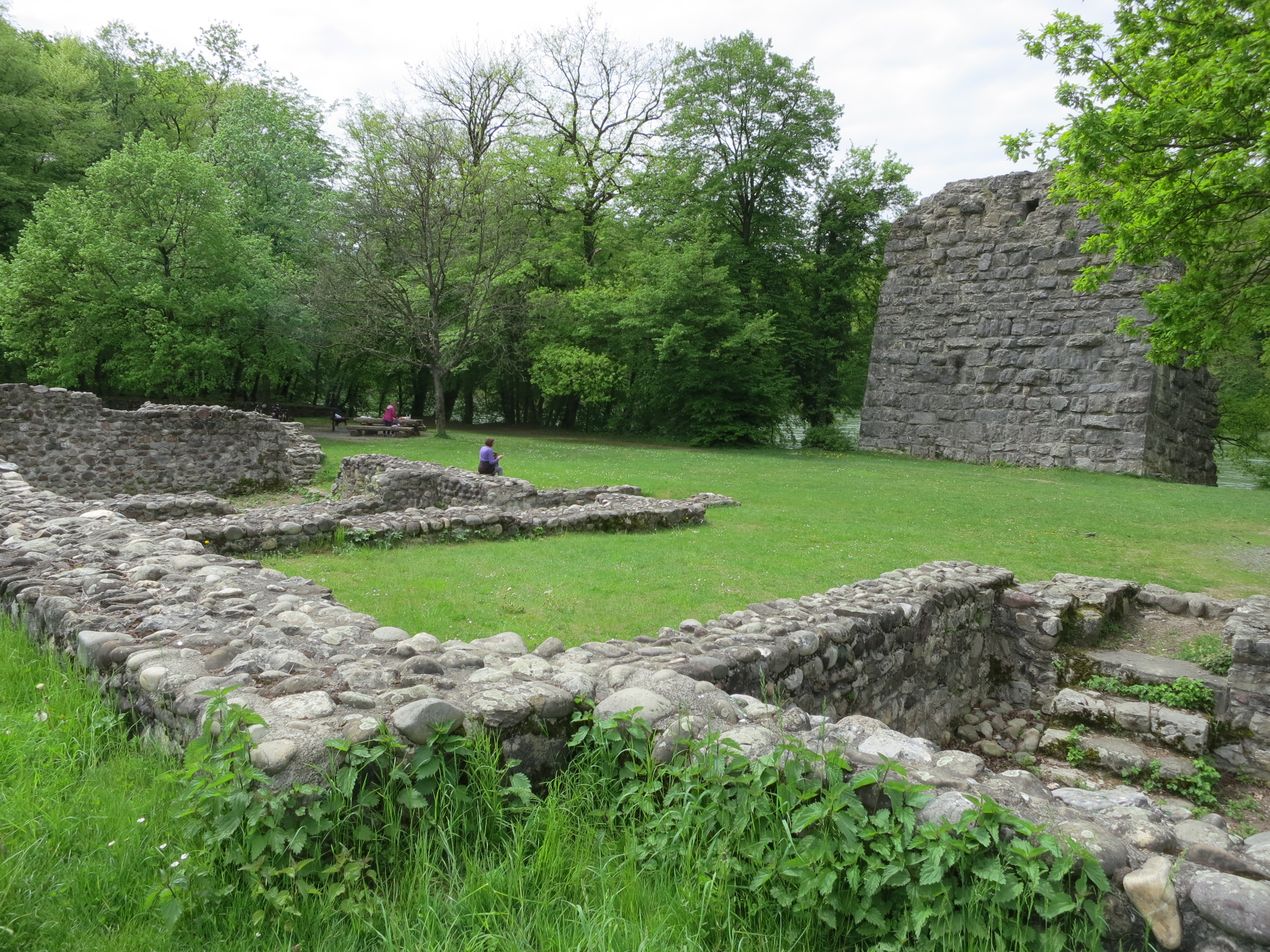
Ruine mit Turm am Aareufer

## Einzelne Belege
1. 1 2  Max Baumann: Stilli. Von Fährleuten, Schiffern und Fischern im Aargau. Windisch, S. 2–3 (Schweizer Hochdeutsch).